# Pāndātarai
Pāndātarai är en ort i Indien.   Den ligger i distriktet Kabeerdham och delstaten Chhattisgarh, i den centrala delen av landet, 800 km sydost om huvudstaden New Delhi. Pāndātarai ligger 357 meter över havet och antalet invånare är 11 000.
Terrängen runt Pāndātarai är platt. Runt Pāndātarai är det ganska tätbefolkat, med 160 invånare per kvadratkilometer. Närmaste större samhälle är Pandaria, 9,4 km öster om Pāndātarai. Trakten runt Pāndātarai består till största delen av jordbruksmark.